# プリッキーヌ
プリッキーヌー (他の表記としてプリッキーヌ、タイ唐辛子、タイチリ等。タイ語: พริกขี้หนู 原義は「ネズミの糞の唐辛子」の意で、形状に由来する) は、メキシコ原産のトウガラシの一種。東南アジア全域で栽培され、多くのアジア料理に広く使われている。キダチトウガラシの品種であるシリンラブヨと見間違えられることもあるが、一般的にキダチトウガラシの果実は小さく、上向きになるのが特徴である。

## 概要

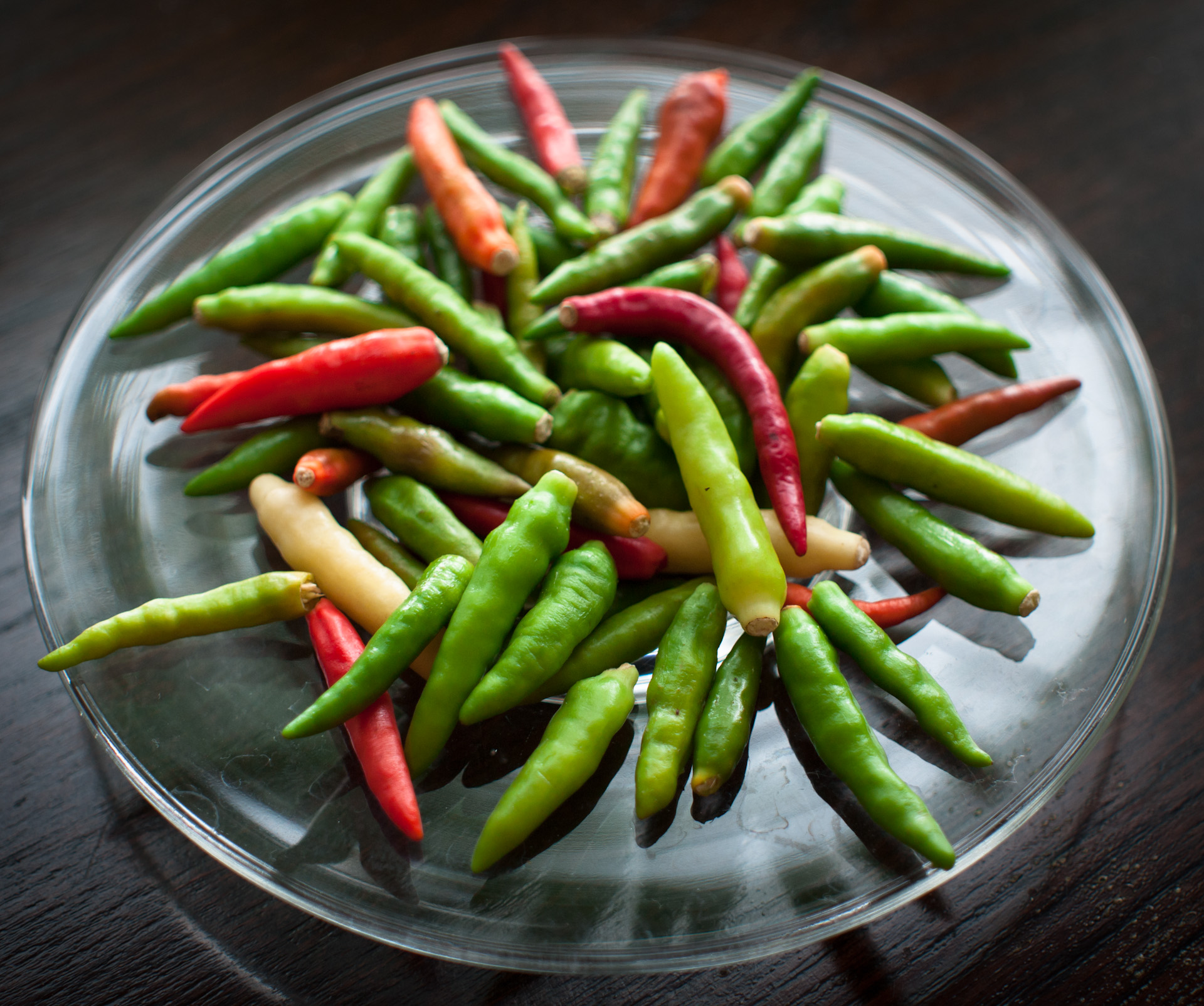
色とりどりのプリッキーヌ

プリッキーヌは多年草で、しばしば2 - 3個の小さな先細りの果実を節につける。果実は非常に辛味が強い。
プリッキーヌは小ぶりながら、とても辛みが強い。プリッキーヌのスコヴィル値（辛味の単位）は約5万から10万であり、ハバネロよりは辛味が少ないものの、最も辛いハラペーニョの何倍も辛い。

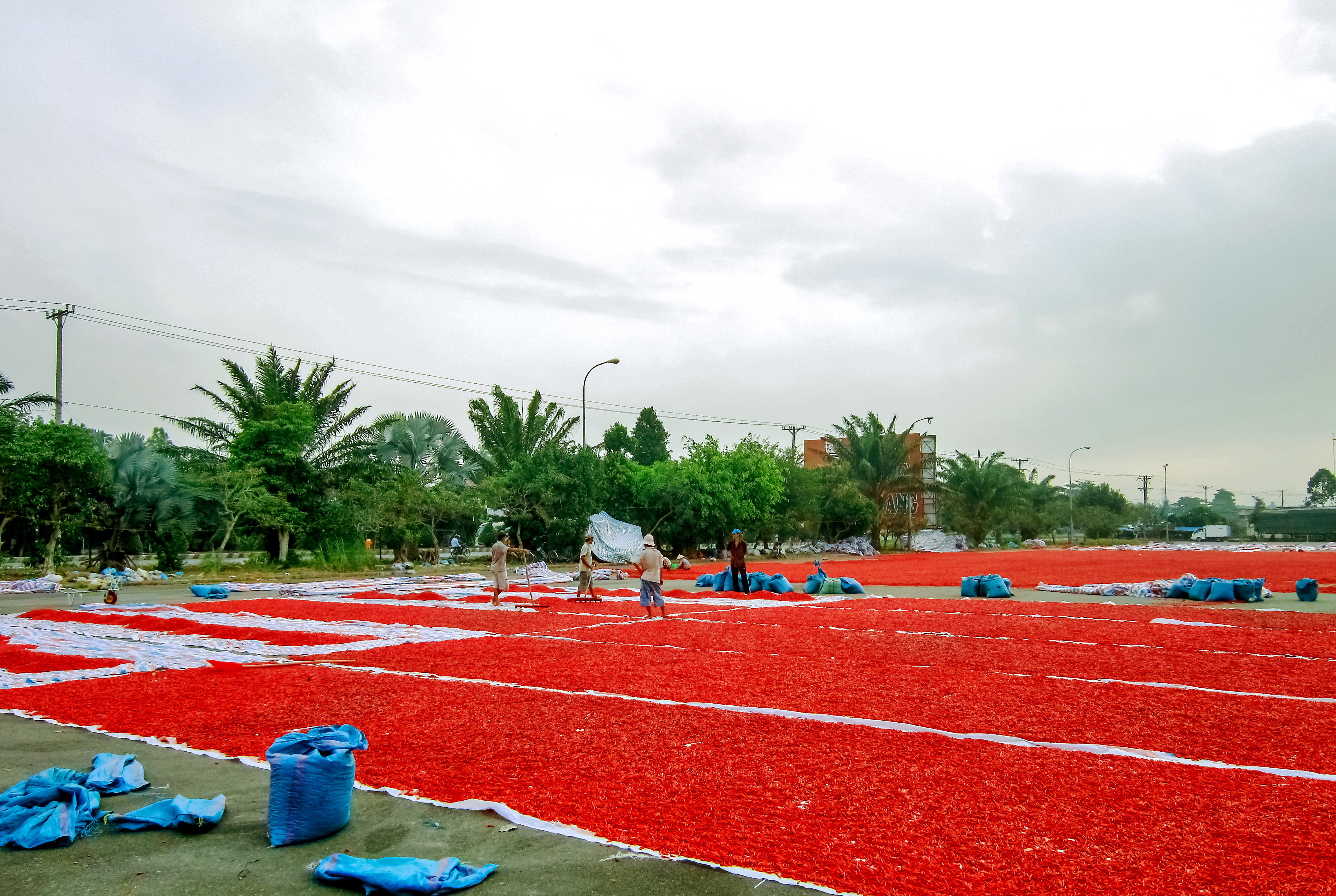
ベトナムにて、プリッキーヌの商業規模の乾燥

## 起源
今日、世界中で見られる唐辛子の原産地はメキシコ、中央アメリカ、南アメリカである。 スペインやポルトガルの入植者、宣教師、商人たちによって、今では一般的なトウモロコシ、トマト、パイナップルなど他の多くの作物と共に、コロンブス交換を通じて広められた。現在東南アジアで見られる唐辛子の品種は、16世紀か17世紀に持ち込まれたものである。

## 利用

### 食用

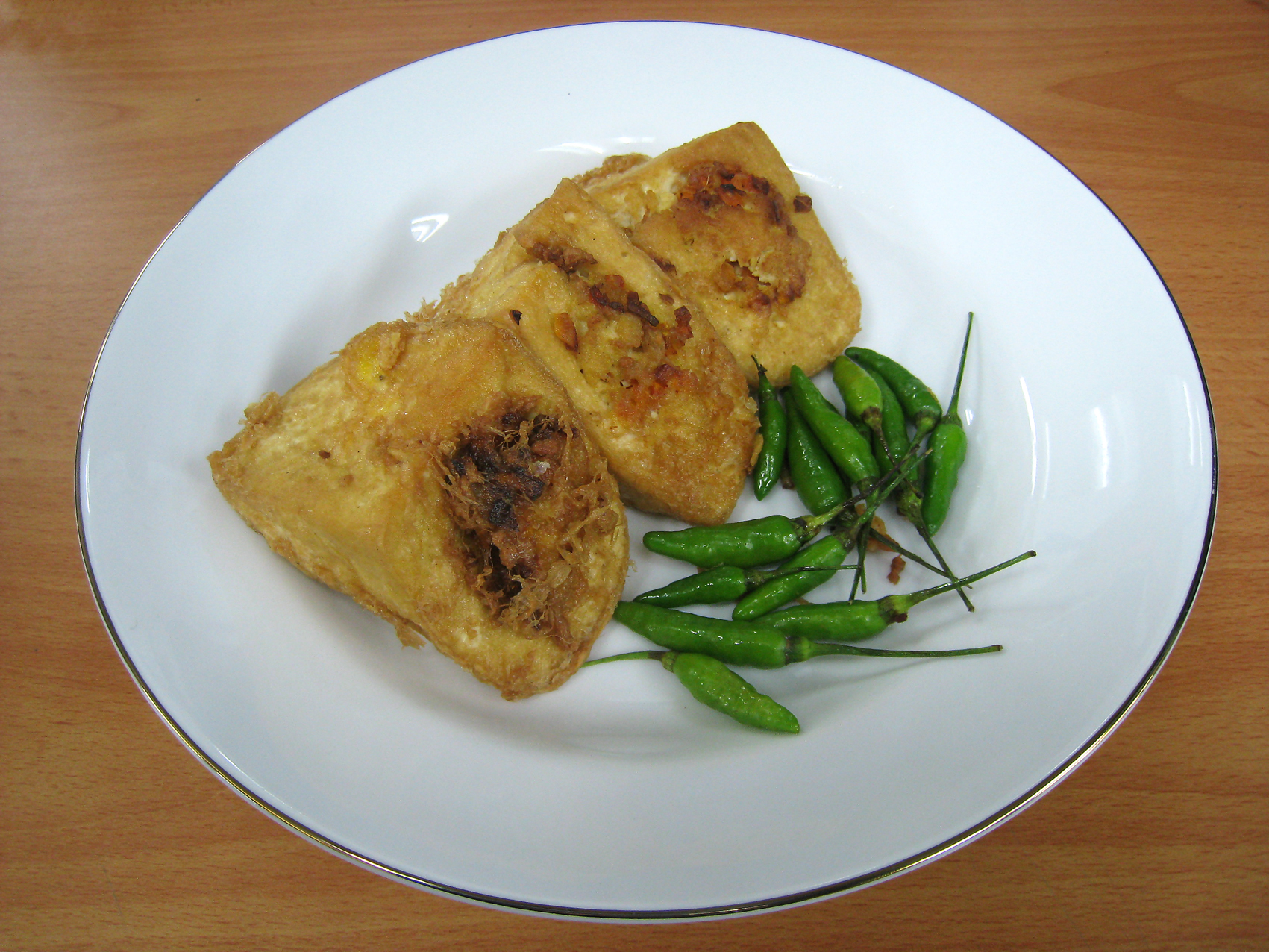
タフ・イシ（日本のひろうすに近いインドネシア料理）に添えられた青プリッキーヌ（現地ではチャバイ・ラウィットと呼ばれる）。インドネシアでは一般的な軽食である。

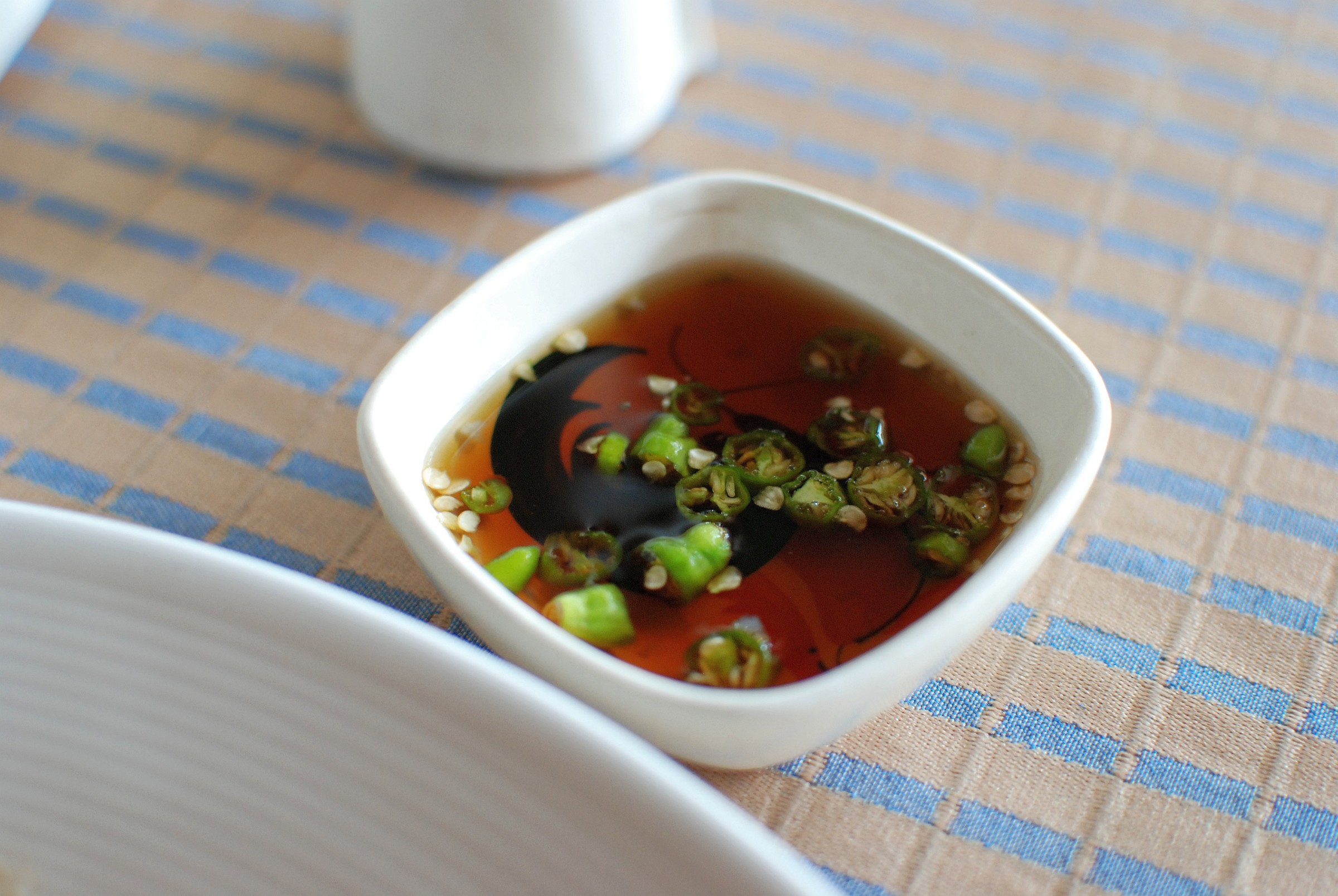
プリッキーヌにナンプラーとライム汁をかけたものは、多くのタイ料理で提供される。

インドネシア料理では、プリッキーヌは様々な料理やサンバル（インドネシアの調味料）において広く用いられている。また、丸ごとの青プリッキーヌは、ゴレンガン（揚げ物）の付け合わせとして生食される。
ベトナム料理では、プリッキーヌはスープやサラダ、炒め物に使われる。また、さまざまなソースやペースト、マリネに入れられたり、調味料として使用されたり、生、あるいは乾燥状態でそのまま食されたりする。
タイ料理では、プリッキーヌのもつフルーティーな味わいと強烈な辛さが高く評価されている。タイカレーやタイサラダなど、青唐辛子・熟した赤唐辛子の状態を問わず多くのタイ料理に幅広く使われるほか、生のままカオカームー（豚足の煮込みにご飯を添えた料理）などと一緒に食されることもある。

### タイオーナメンタル
より装飾的な外観を呈し、辛味がやや弱い品種は「タイオーナメンタル（原義は「タイの観賞植物」の意。）」として知られ、果実が株の上を向き、緑から黄色、オレンジ、赤へと変化する。この品種はハイブリッド品種「ヌメックス・トワイライト」の原種であり、基本的にはプリッキーヌと同様だが、辛味が少なく、紫色の果実から始まるため、虹のような装飾効果を創出する。サイパンやグアムなどで自生している。